# Nuoto ai Giochi della XXIX Olimpiade - Staffetta 4x100 metri stile libero femminile

## Record
Prima di questa competizione, il record del mondo (WR) e il record olimpico (OR) erano i seguenti.
|  | 3'33"62 | Inge Dekker, Ranomi Kromowidjojo, Femke Heemskerk e Marleen Veldhuis Paesi Bassi | 18 marzo 2008 Eindhoven, Paesi Bassi |
|  | 3'35"94 | Alice Mills, Lisbeth Lenton, Petria Thomas e Jodie Henry Australia               | 14 agosto 2004 Atene, Grecia         |

Durante l'evento sono stati migliorati i seguenti record:
| Data      | Evento | Atleta                                     | Nazione     | Tempo   | Record |
| --------- | ------ | ------------------------------------------ | ----------- | ------- | ------ |
| 10 agosto | Finale | Dekker, Kromowidjojo, Heemskerk e Veldhuis | Paesi Bassi | 3'33"76 |        |

## Risultati

### Batteria 1
Si sono svolte 2 batterie di qualificazione. Le prime 8 squadre si sono qualificate direttamente per la finale.
| # | Corsia | Nazione                                                                                   | Tempo                                       | Note |
| - | ------ | ----------------------------------------------------------------------------------------- | ------------------------------------------- | ---- |
| 1 | 3      | Cina Zhu Yingwen \| Tang Yi \| Xu Yanwei \| Pang Jiaying                                  | 3:36.78 0:54.53 / 0:54.29 0:55.13 / 0:52.83 | Q AS |
| 2 | 5      | Germania Meike Freitag \| Antje Buschschulte \| Daniela Götz \| Britta Steffen            | 3:37.52 0:54.53 / 0:54.29 0:54.54 / 0:54.16 | Q    |
| 3 | 4      | Australia Cate Campbell \| Alice Mills \| Melanie Schlanger \| Shayne Reese               | 3:37.81 0:54.65 / 0:54.55 0:54.69 / 0:53.92 | Q    |
| 4 | 6      | Regno Unito Francesca Halsall \| Caitlin McClatchey \| Julia Beckett \| Melanie Marshall  | 3:39.18 0:54.36 / 0:54.42 0:55.64 / 0:54.76 | Q    |
| 5 | 1      | Giappone Haruka Ueda \| Misaki Yamaguchi \| Asami Kitagawa \| Maki Mita                   | 3:39.25 0:55.13 / 0:54.14 0:54.47 / 0:55.51 |      |
| 6 | 8      | Italia Erika Ferraioli \| Federica Pellegrini \| Maria Laura Simonetto \| Cristina Chiuso | 3:40.42 0:56.10 / 0:53.42 0:55.97 / 0:54.93 | NR   |
| 7 | 2      | Russia Anastasia Aksenova \| Elena Sokolova \| Daria Belyakina \| Svetlana Karpeeva       | 3:42.52 0:56.57 / 0:55.20 0:55.23 / 0:55.52 |      |
| 8 | 7      | Brasile Tatiana Barbosa \| Flavia Cazziolato \| Michelle Lenhardt \| Monique Ferreira     | 3:42.85 0:55.08 / 0:56.13 0:55.90 / 0:55.74 |      |

### Batteria 2
| # | Corsia | Nazione                                                                                          | Tempo                                       | Note |
| - | ------ | ------------------------------------------------------------------------------------------------ | ------------------------------------------- | ---- |
| 1 | 5      | Stati Uniti Kara Lynn Joyce \| Julia Smit \| Emily Silver \| Lacey Nymeyer                       | 3:37.53 0:54.13 / 0:54.73 0:54.81 / 0:53.86 | Q    |
| 2 | 4      | Paesi Bassi Ranomi Kromowidjojo \| Hinkelien Schreuder \| Femke Heemskrek \| Manon von Rooijen   | 3:37.61 0:54.41 / 0:55.31 0:53.58 / 0:54.31 | Q    |
| 3 | 6      | Francia Celine Couderc \| Hanna Shcherba-Lorgeril \| Ophélie-Cyrielle Étienne \| Alena Popchanka | 3:37.76 0:53.97 / 0:54.95 0:54.72 / 0:54.12 | Q    |
| 4 | 2      | Canada Julia Wilkinson \| Erica Morningstar \| Genevieve Saumur \| Audrey Lacroix                | 3:38.82 0:54.48 / 0:54.38 0:55.11 / 0:54.85 | Q    |
| 5 | 3      | Svezia Ida Marko-Varga \| Therese Alshammar \| Anna-Karin Kammerling \| Claire Hedenskog         | 3:40.52 0:55.04 / 0:54.80 0:55.06 / 0:55.62 |      |
| 6 | 1      | Ucraina Darya Stepanyuk \| Kateryna Dikidzhi \| Hanna Dzerkal' \| Nataliya Khudyakova            | 3:44.72 0:55.79 / 0:55.44 0:56.95 / 0:56.54 |      |
| 7 | 7      | Sudafrica Melissa Corfe \| Wendy Trott \| Mandy Loots \| Katheryn Meaklim                        | 3:51.14 0:55.93 / 0:57.83 0:58.31 / 0:59.07 |      |
|   |        | Bielorussia                                                                                      | DNS                                         |      |

## Finale
10 agosto
| # | Corsia | Nazione     | Tempo   | Note    |
| - | ------ | ----------- | ------- | ------- |
| 8 | 1      | Canada      | 3:38.32 |         |
| 6 | 2      | Francia     | 3:37.68 |         |
| 2 | 3      | Stati Uniti | 3:34.33 | ARGENTO |
| 4 | 4      | Cina        | 3:35.64 |         |
| 5 | 5      | Germania    | 3:36.85 |         |
| 1 | 6      | Paesi Bassi | 3:33.76 | ORO     |
| 3 | 7      | Australia   | 3:35.05 | BRONZO  |
| 7 | 8      | Regno Unito | 3:38.18 |         |